# Corybas gemmatus
Corybas gemmatus är en orkidéart som beskrevs av Phillip James Cribb och Beverley Ann Lewis. Corybas gemmatus ingår i släktet Corybas, och familjen orkidéer. Inga underarter finns listade i Catalogue of Life.